# Decanato di Castano Primo
Il decanato di Castano Primo è uno dei 63 decanati in cui è suddivisa l'arcidiocesi di Milano. Il decanato fa parte della zona pastorale IV di Rho e comprende 18 parrocchie.
Il decanato, che comprende una popolazione di oltre 75.000 fedeli, confina a nord con la diocesi di Novara e col decanato di Busto Arsizio, a sud con quello di Magenta, a est col decanato di Legnano e col decanato Villoresi e ad ovest, ancora con la diocesi di Novara, oltre il Ticino.
L'attuale decano è don Carlo Rossini, responsabile della comunità pastorale "Santa Maria in Binda".

## Storia
- Giuseppe Sisti, parroco di Castano Primo
- Cesare Villa, parroco di Castelletto di Cuggiono
- Giampiero Baldi, parroco di Turbigo
- Giuseppe Monti, parroco di Castano Primo
- Erminio Villa, parroco di Arconate
- Franco Roggiani, parroco di Cuggiono e di Castelletto di Cuggiono
- Paolo Vesentini, parroco di Dairago
- Marco Zappa, parroco di Inveruno e Furato
- Carlo Rossini, dal 2025, parroco di Turbigo, Nosate, Robecchetto con Induno e Malvaglio

### La pieve di Dairago
L'antica conformazione territoriale a cui il decanato di Castano Primo è andato a sovrapporsi è appunto quella della pieve di Dairago intitolata a San Genesio, escludendo la provincia di Varese, attestata già nell'anno 1000. La pieve civile di Dairago fu soppressa nel 1797 in seguito all'invasione di Napoleone.
La pieve di Dairago è oggi ridotta a parrocchia, ma conserva alcuni privilegi: l'elezione di un prevosto, il titolo di canonici per i sacerdoti residenti, oppure il diritto di intrattenere particolari rapporti con la curia milanese, o ancora di nominare propri canonici e di procurare l'acqua santa o gli oli benedetti per tutte le chiese comprese nell'ex pieve.

### Il decanato
Il 21 maggio 1972, in base al 46º sinodo diocesano che istituì i decanati nella diocesi, la pieve di Dairago venne abolita ed al suo posto venne costituito il decanato di Castano Primo, che venne incluso nella zona IV dell'arcidiocesi di Milano.

## Parrocchie
Il decanato di Castano Primo comprende 18 parrocchie: quelle dei comuni di Turbigo, Robecchetto con Induno e Nosate sono unite nella comunità pastorale "Santa Maria in Binda", le due parrocchie di Castano Primo e la parrocchia di Buscate nella comunità pastorale "Santo Crocifisso", le parrocchie di Inveruno e Furato nella comunità pastorale "Cuore Immacolato di Maria", mentre le parrocchie di Magnago e Bienate nella comunità pastorale "il Cenacolo". All'interno del decanato ci sono anche due unità pastorali: una è formata dalle parrocchie di Cuggiono, Castelletto di Cuggiono, Bernate Ticino e Casate, l'altra è composta dalle parrocchie dei comuni di Arconate e Dairago. Vi è anche la parrocchia del comune di Vanzaghello.
| Denominazione                                            | Chiesa Parrocchiale                       | Comune                                         | Abitanti | Sede amministrativa               | Sito istituzionale                |
| -------------------------------------------------------- | ----------------------------------------- | ---------------------------------------------- | -------- | --------------------------------- | --------------------------------- |
| Parrocchia Prepositurale di San Zenone vescovo e martire | Chiesa di San Zenone                      | Castano Primo                                  | 11.249   | Via Sant'Antonio, 3               | decanatocastano.altervista.org    |
| Parrocchia della Beata Vergine Maria dei Poveri          | Chiesa della Madonna dei Poveri           | Castano Primo                                  |          | Via Cottolengo, 1                 | decanatocastano.altervista.org    |
| Parrocchia di San Mauro abate                            | Chiesa di San Mauro abate                 | Buscate                                        | 4.579    | Via Madonna del Carmine, 1        | decanatocastano.altervista.org    |
| Parrocchia della Beata Vergine Assunta                   | Chiesa della Beata Vergine Assunta        | Turbigo                                        | 7.287    | Via della Chiesa, 5               | inbinda.it                        |
| Parrocchia di Santa Maria delle Grazie                   | Chiesa di Santa Maria delle Grazie        | Robecchetto con Induno                         | 4.765    | Via Parrocchiale, 3               | inbinda.it                        |
| Parrocchia di San Bernardo                               | Chiesa di San Bernardo                    | Malvaglio (frazione di Robecchetto con Induno) |          | Piazza S. Bernardo, 3             | inbinda.it                        |
| Parrocchia di San Guniforte                              | Chiesa di San Guniforte                   | Nosate                                         | 682      | Piazza S. Carlo Borromeo, 1       | inbinda.it                        |
| Parrocchia di San Martino vescovo                        | Chiesa di San Martino vescovo             | Inveruno                                       | 8.682    | Via Achille Grandi, 2             | chiesediinveruno.it               |
| Parrocchia della Beata Vergine Maria Nascente            | Chiesa della Beata Vergine Maria Nascente | Furato (frazione di Inveruno)                  |          | Piazza Papa Giovanni XXIII, 1     | chiesediinveruno.it               |
| Basilica Arcipretale di San Giorgio martire              | Basilica di San Giorgio martire           | Cuggiono                                       | 8.266    | Via Gualdoni, 2                   | parrocchiacuggiono.altervista.org |
| Parrocchia dei Santi Giacomo e Filippo                   | Chiesa dei Santi Giacomo e Filippo        | Castelletto di Cuggiono (frazione di Cuggiono) |          | Piazza Santi Giacomo e Filippo, 1 | parrocchiacuggiono.altervista.org |
| Parrocchia di San Giorgio martire                        | Chiesa di San Giorgio martire             | Bernate Ticino                                 | 2.978    | Via Vittorio Emanuele, 8          | decanatocastano.altervista.org    |
| Parrocchia della Beata Vergine Immacolata                | Chiesa della Beata Vergine Immacolata     | Casate (frazione di Bernate Ticino)            |          | Via IV Novembre, 28               | decanatocastano.altervista.org    |
| Parrocchia di Sant'Eusebio                               | Chiesa di Sant'Eusebio                    | Arconate                                       | 6.700    | Piazza Libertà, 39                | www.parrocchiadiarconate.it       |
| Parrocchia Prepositurale di San Genesio                  | Chiesa Prepositurale di San Genesio       | Dairago                                        | 6.355    | Piazza Don Carlo Lotti, 3         | sangenesio.eu                     |
| Parrocchia di San Michele arcangelo                      | Chiesa di San Michele arcangelo           | Magnago                                        | 9.248    | Piazza Pio IX, 1                  | cpilcenacolo.it                   |
| Parrocchia di San Bartolomeo apostolo                    | Chiesa di San Bartolomeo apostolo         | Bienate (frazione di Magnago)                  |          | Piazza Don Castelli, 1            | cpilcenacolo.it                   |
| Parrocchia di Sant'Ambrogio vescovo                      | Chiesa di Sant'Ambrogio vescovo           | Vanzaghello                                    | 5.366    | Via Roma, 8                       | parrocchiavanzaghello.it          |